# Clostridioides difficile
Clostridioides difficile (лат.) — вид анаэробных спорообразующих грамположительных бактерий из семейства Peptostreptococcaceae класса Clostridia. До 2016 года был отнесён к роду клостридий под названием Clostridium difficile.
C. difficile является главным возбудителем псевдомембранозного колита, тяжёлого инфекционного заболевания прямой кишки, часто возникает в случае уничтожения флоры кишечника из-за использования антибиотиков. У мышей подавляет её пробиотик Lactobacillus gasseri Lg-36, что сопровождается ростом бактерий семейства Muribaculaceae, а ухудшает ситуацию популярный L. acidophilus NCFM.
Помимо использования антибиотиков, существуют и другие факторы риска для развития инфекции C. difficile. Среди основных из них можно выделить: пожилой возраст, гипогаммаглобулинемия, применение ингибиторов протонных насосов и гипоальбуминемия. Последний фактор риска, по-видимому, связан с потенциальной хелатирующей способностью сывороточной альбумина по отношению к токсину B C. difficile. 
В случае возникновения, заболевание лечат антибиотиками, такими как метронидазол, при полном устранении всех других антибиотиков. Бактерия подразделяется на шесть штаммов, пять из которых содержат патогенные подтипы/ C. difficile спорулирующая бактерия, поэтому псевдомембранозный колит может легко возобновиться после курса антибиотиков. Бактерия является также резистентной к таким антибиотикам, как эритромицин, хлорамфеникол и тетрациклин из-за транспозонов в геноме бактерии. Симптомы заболевания могут варьироваться от легкой диареи и болей в животе до опасных для жизни воспалительных процессов, перфорации кишечника, а в тяжелых случаях - сепсиса и смерти. Эти симптомы вызваны двумя сильными цитотоксинами, TcdA и TcdB. Бактерия прикрепляется к эпителию кишечника и начинает производить эти токсины. Токсины проходят в клетки эпителия и в цитозоле клетки инактивируют небольшие GTP-молекулы, такие как Rho, Rac и Cdc42. Токсины TcdA и TcdB вызывают распад цитоскелета и гибель клеток. Данные токсины находятся на особом патогенном локусе в геноме бактерии. Этот локус также содержит дополнительные гены для производства этих токсинов.
Моноклональные антитела для предотвращения повторной инфекции : безлотоксумаб.
Было показано, что ректальное введение больным людям фекалий, взятых от здоровых доноров, вылечивает системную инфекцию C. difficile. При применении фекальной трансплантации микробиоты, 90 % трансплантаций прошли успешно без серьезных побочных эффектов.